# Đội tuyển bóng đá bãi biển quốc gia Maroc
Đội tuyển bóng đá bãi biển quốc gia Maroc đại diện Maroc ở các giải thi đấu bóng đá bãi biển quốc tế và được điều hành bởi Liên đoàn bóng đá hoàng gia Maroc, cơ quan quản lý bóng đá ở Maroc.

## Thành tích

### Giải vô địch bóng đá bãi biển châu Phi
- Giải vô địch bóng đá bãi biển châu Phi 2006 – Hạng 6
- Giải vô địch bóng đá bãi biển châu Phi 2007 – Không tham dự
- Giải vô địch bóng đá bãi biển châu Phi 2008 – Không tham dự
- Giải vô địch bóng đá bãi biển châu Phi 2009 – Vòng 1
- Giải vô địch bóng đá bãi biển châu Phi 2011 – Vòng 1
- Giải vô địch bóng đá bãi biển châu Phi 2013 –  Hạng ba
- Giải vô địch bóng đá bãi biển châu Phi 2015 – Hạng 5
- Cúp bóng đá bãi biển châu Phi 2016 – Hạng tư

## Cúp bóng đá bãi biển châu Phi 2016

### Bảng B
| VT | Đội        | Tr | T | W+ | WP | B | BT | BB | BHS | Đ | Giành quyền tham dự            |
| -- | ---------- | -- | - | -- | -- | - | -- | -- | --- | - | ------------------------------ |
| 1  | Sénégal    | 3  | 3 | 0  | 0  | 0 | 15 | 4  | +11 | 9 | Knockout stage                 |
| 2  | Maroc      | 3  | 2 | 0  | 0  | 1 | 12 | 6  | +6  | 6 | Knockout stage                 |
| 3  | Madagascar | 3  | 1 | 0  | 0  | 2 | 11 | 10 | +1  | 3 | Placement stage (5th–Hạng tám) |
| 4  | Libya      | 3  | 0 | 0  | 0  | 3 | 10 | 28 | −18 | 0 | Placement stage (5th–Hạng tám) |

| Maroc        | 1–2      | Sénégal         |
| ------------ | -------- | --------------- |
| - Nassim 36' | Chi tiết | - Fall 29', 36' |

| Libya                           | 3–9      | Maroc                                                                                                 |
| ------------------------------- | -------- | --- |
| - Esam 1' - Hany 3' - Tariq 17' | Chi tiết | - Nassim 3' - El Hadaoui 5', 26' - El Karkouri 7' - El Ouariry 13' - Iazal 23', 35' - Nassim 29', 30' |

| Madagascar   | 1–2      | Maroc                       |
| ------------ | -------- | --------------------------- |
| - Ymelda 24' | Chi tiết | - Nassim 15' - Benmamma 18' |

### Bán kết
| Bản mẫu:Country data NBB                                            | 6–1      | Maroc        |
| ------------------------------------------------------------------- | -------- | ------------ |
| - Emmanuel 8' - Abu 18', 30' - Ogodo 20' - Emeka 27' - Emmanuel 29' | Chi tiết | - Nassim 15' |

### Hạng ba match
| Maroc       | 1–4      | Ai Cập                                    |
| ----------- | -------- | ----------------------------------------- |
| - Iazal 23' | Chi tiết | - Hassan 5', 16' - Samir 8' - Mohamed 23' |

## Đội hình hiện tại
Chính xác tính đến tháng 5 năm 2014
Ghi chú: Quốc kỳ chỉ đội tuyển quốc gia được xác định rõ trong điều lệ tư cách FIFA. Các cầu thủ có thể giữ hơn một quốc tịch ngoài FIFA.
| Số | VT | Quốc gia | Cầu thủ           |
| -- | -- | -------- | ----------------- |
| 1  | TM |          | Zouheir Laaroubi  |
| 6  | HV |          | Hafid Abdessadek  |
| 9  | TĐ |          | Jawad Ouaddouch   |
| 10 | HV |          | Achraf El Arabi   |
| 11 | TĐ |          | Hamza Abourazzouk |

| Số | VT | Quốc gia | Cầu thủ               |
| -- | -- | -------- | --------------------- |
| 12 | TM |          | Abdelmajid El Khal    |
| 13 | TV |          | Nassim El Hadaoui     |
| 14 | HV |          | Mohamed Rida Mokhtari |
| —  | TV |          | Nordin Oulad El Haj   |